# Ак Булак
Футбольный клуб «Ак Була́к» (каз. Ақ бұлақ Футбол Клубы) — бывший казахстанский футбольный клуб из Талгара. В 2013 году на заседании областного алматинского акимата было решено ликвидировать «Ак Булак».

## Статистика
| Год  | Лига        | Место | И  | В  | Н  | П  | Мячи    | Кубок Казахстана           | Лучшие бомбардиры в чемпионате |
| ---- | ----------- | ----- | -- | -- | -- | -- | ------- | -------------------------- | ------------------------------ |
| 2010 | Первая лига | 9     | 34 | 14 | 9  | 11 | 48 — 39 | 1-й квалификационный раунд | Константин Задорожный — 17(2)  |
| 2011 | Первая лига | 8     | 32 | 12 | 11 | 8  | 56 — 53 | 1/16                       | Константин Задорожный — 16(3)  |
| 2012 | Первая лига | 9     | 30 | 11 | 8  | 11 | 34 — 29 | 1/8                        | Павел Пурышкин — 12 (3)        |
| 2013 | Первая лига | 10    | 34 | 14 | 6  | 14 | 49 — 39 | 1/16                       | Константин Задорожный — 14 (0) |